# Escut de Guernsey
L'escut d'armes de Guernsey és el símbol oficial de l'illa anglonormanda de Guernsey.
És un escut vermell amb tres lleons d'or passant guardant coronat per una branca petita de fulles. És molt similar als escuts d'armes de Normandia, Jersey i Anglaterra.